# بابیتسه (استان اوپوله)
بابیتسه (به لهستانی: Babice) یک روستا در لهستان است که در گمینا باباروف واقع شده‌است.